# Pseudoperíptero

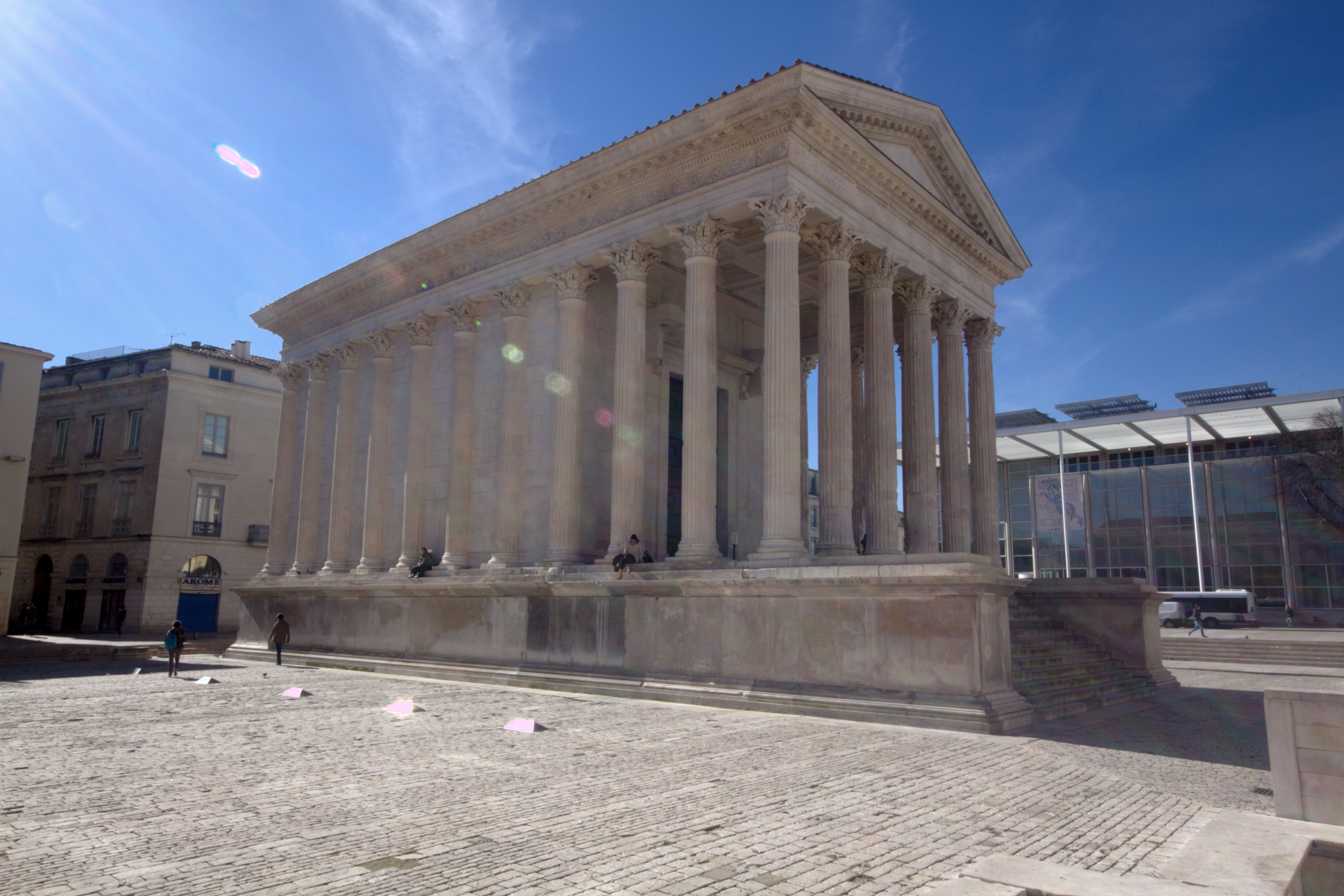
Maison Carrée, em Nîmes.

Modelo de um templo pseudoperípteral.

Pseudoperíptero, em arquitetura, é um edifício com colunas livres na seção frontal (pórtico colunado), mas com colunas embutidas nas paredes perípterais (laterais e o fundo da cela). Este formato era um dos preferidos dos antigos romanos.
Um edifício pseudoperípteral com um pórtico de cada lado é chamado de anfiprostilo. Exemplos deste estilo são o Templo de Atena Nike e o Templo de Vênus e Roma.
Por causa das colunas à toda volta, livres e engajadas, um templo pseudoperípteral é parecido com um templo perípteral. O Templo de Zeus Olímpico, em Agrigento, é um exemplo grego antigo famoso deste estilo.